# Statue équestre d'Albert Ier (Bruxelles)
La statue équestre d'Albert Ier est une statue de style éclectique érigée à Bruxelles en Belgique à la mémoire du roi Albert Ier, troisième roi des Belges.

## Localisation
La statue se dresse au pied du Mont des Arts, à quelques dizaines de mètres de la Bibliothèque royale de Belgique.

## Historique
La statue équestre en bronze est réalisée par le sculpteur Alfred Courtens, sur un socle de pierre bleue dessiné par Jules Ghobert, l'un des architectes de l'Albertine,.
La statue de bronze est coulée par la Compagnie des Bronzes de Bruxelles et inaugurée en 1951,.

## Description
Le monument est constitué d'une statue en bronze du roi à cheval, dressée sur un piédestal en pierre bleue de section rectangulaire.
La face occidentale du piédestal, tournée vers le Cantersteen, affiche le nom du roi surmonté d'une couronne.
Le socle en bronze porte la signature d'Alfred Courtens.
Albert Ier est représenté en roi soldat portant le manteau militaire et tenant un casque à la main.

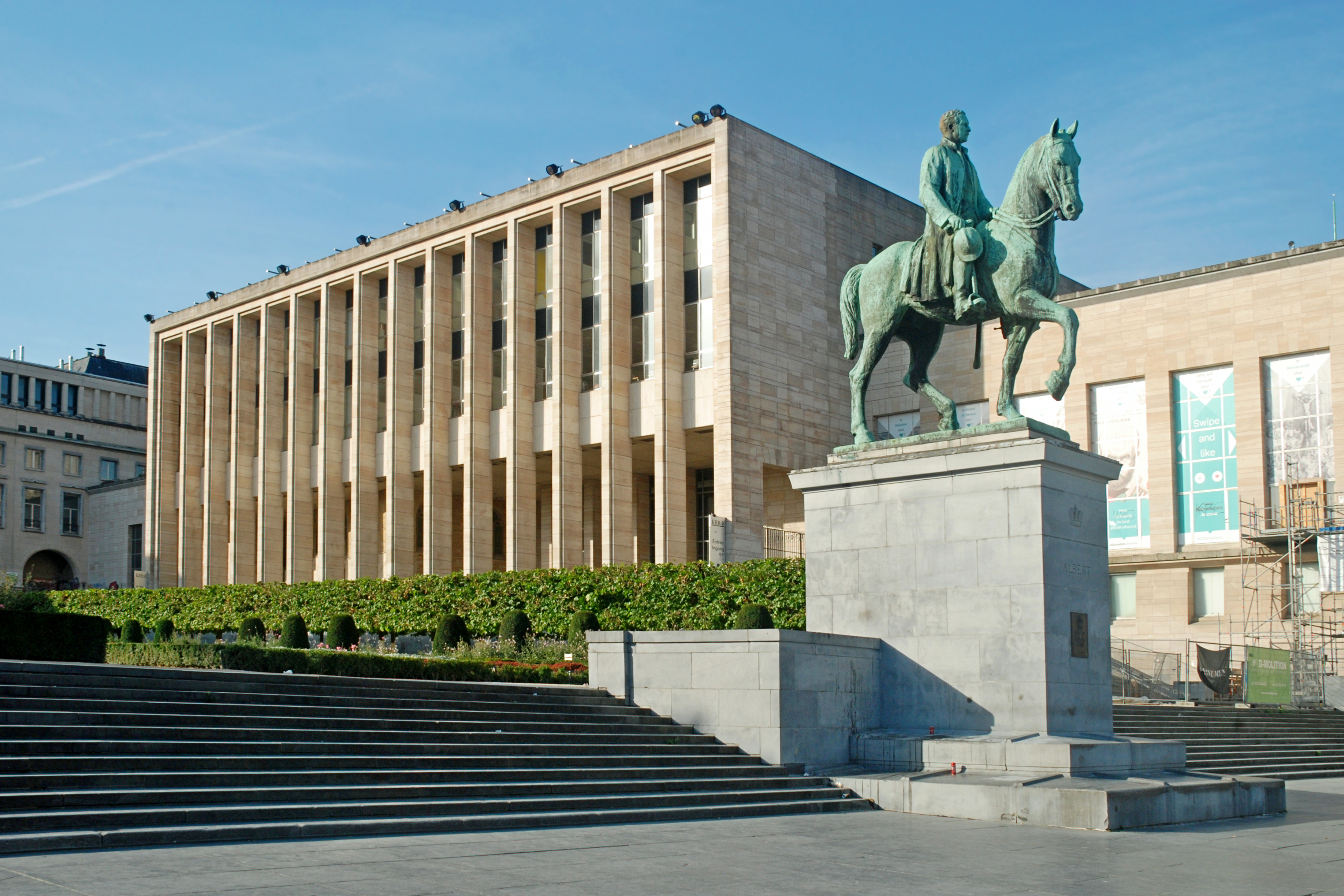
Statue équestre du roi Albert Ier devant l'Albertine.
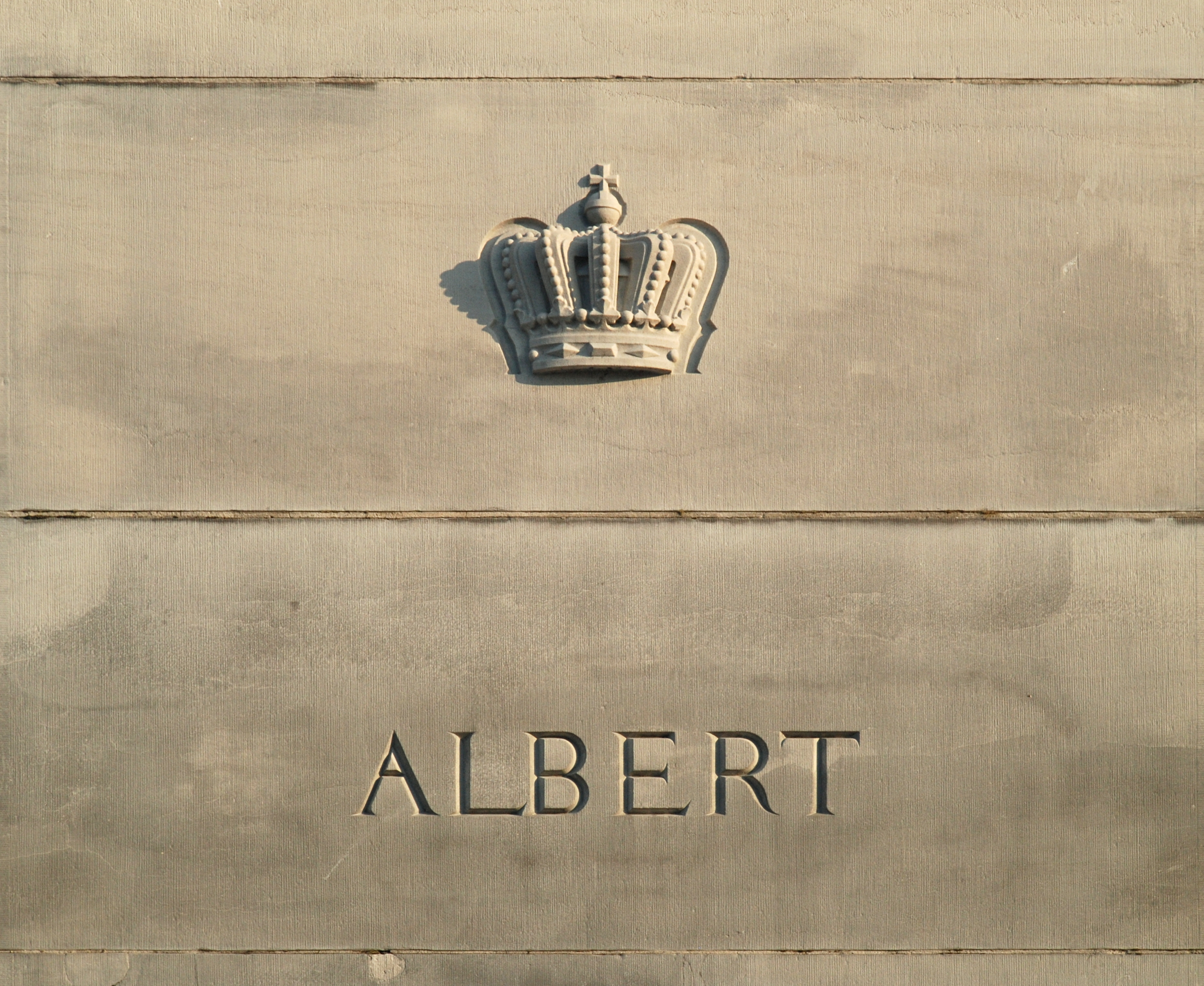
Détail de la couronne avec le nom du roi Albert.
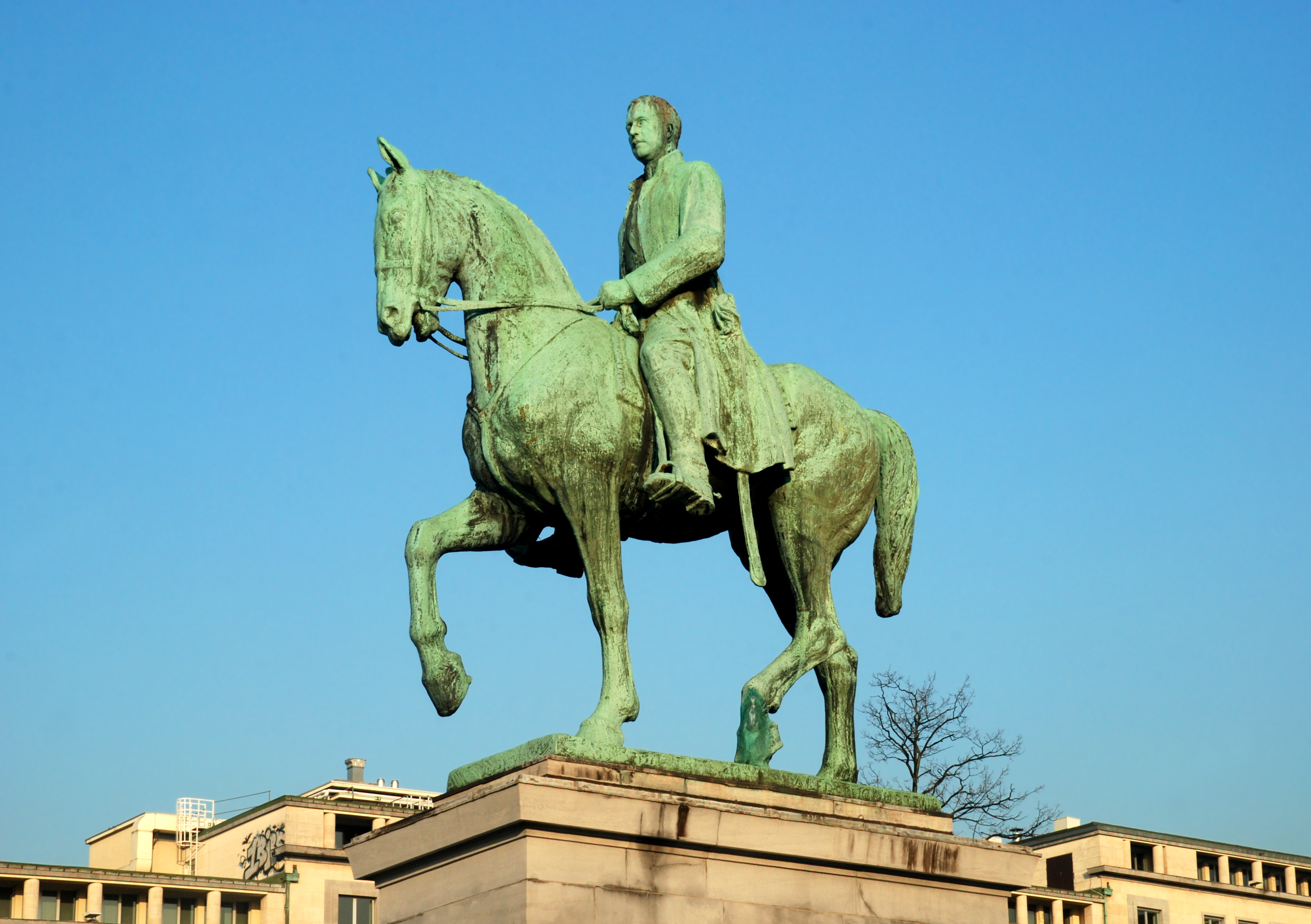
La statue équestre.
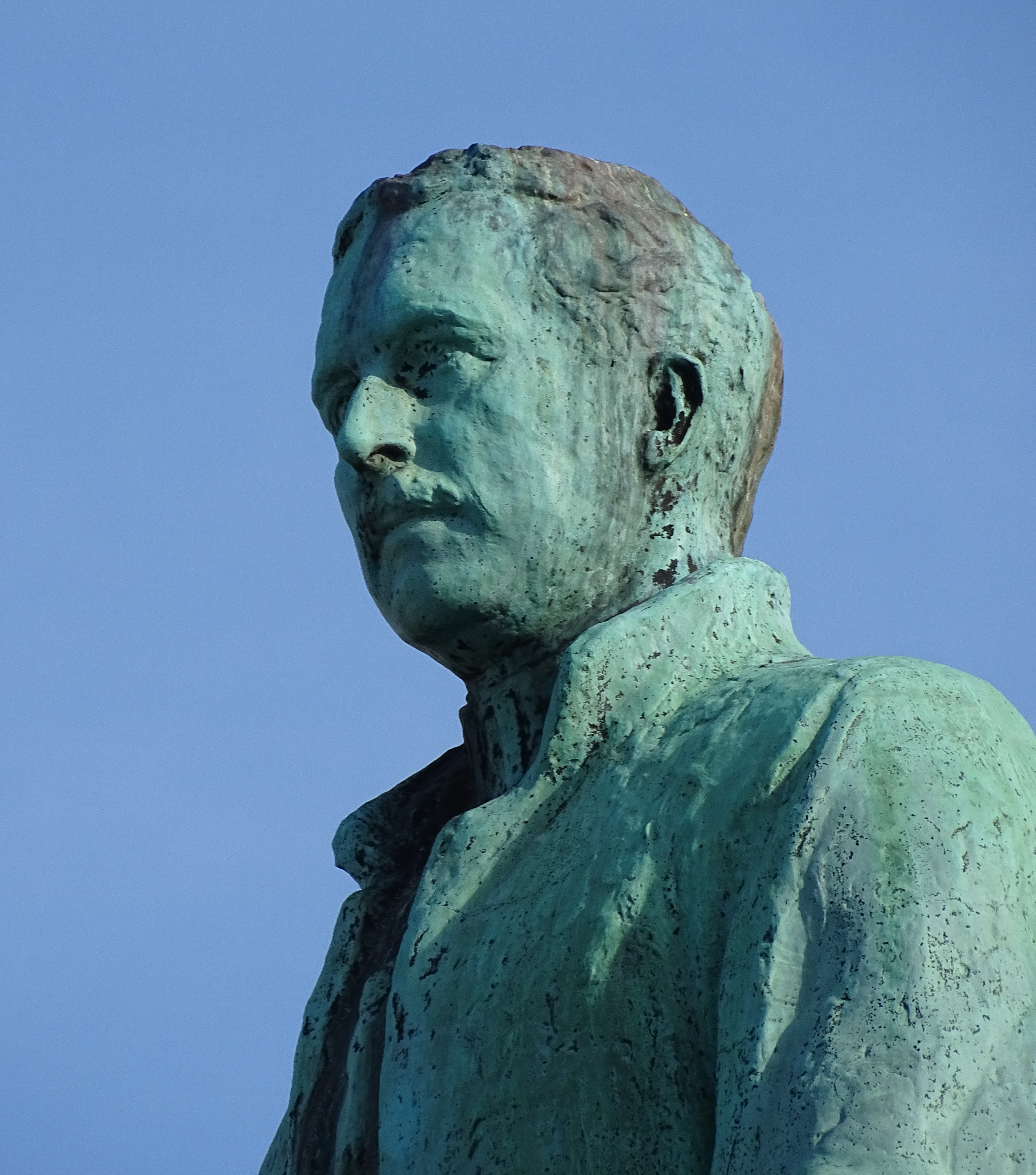
Buste d'Albert Ier sur la statue équestre.